# Йос Луукай
Йос Луукай (нід. Jos Luhukay, нар. 13 червня 1963, Венло) — нідерландський футболіст, що грав на позиції півзахисника. По завершенні ігрової кар'єри — футбольний тренер. Наразі очолює тренерський штаб англійського «Шеффілд Венсдей».

## Ігрова кар'єра
Йос Луукай починав кар'єру у рідному місті Венло. У 15 років він потрапив в «ВВВ-Венло», звідки пішов у 1982 році і надалі виступав у аматорських командах «Венрай» і «ВОС-Венло», після чого повернувся у «ВВВ-Венло» в 1986 році.
Через три роки він знову покинув команду і перейшов в «СВВ», а ще через два роки — в «Валвейк». Всього за 15 років Луукай провів 139 матчів і забив 27 голів у Вищому дивізіоні Нідерландів, також на його рахунку 48 матчів і 12 голів у Першому дивізіоні.
Влітку 1993 року Луукай відправився в Німеччину. Провівши два роки в «Штрелені», він перейшов у «Юрдінген 05», де провів два матчі у першій Бундеслізі.
У 1996 році Луукай повернувся в «Штрелен» і допоміг команді вийти в Оберлігу «Північний Рейн». Завершив професійну кар'єру футболіста виступами за команду у 1998 році.

## Кар'єра тренера

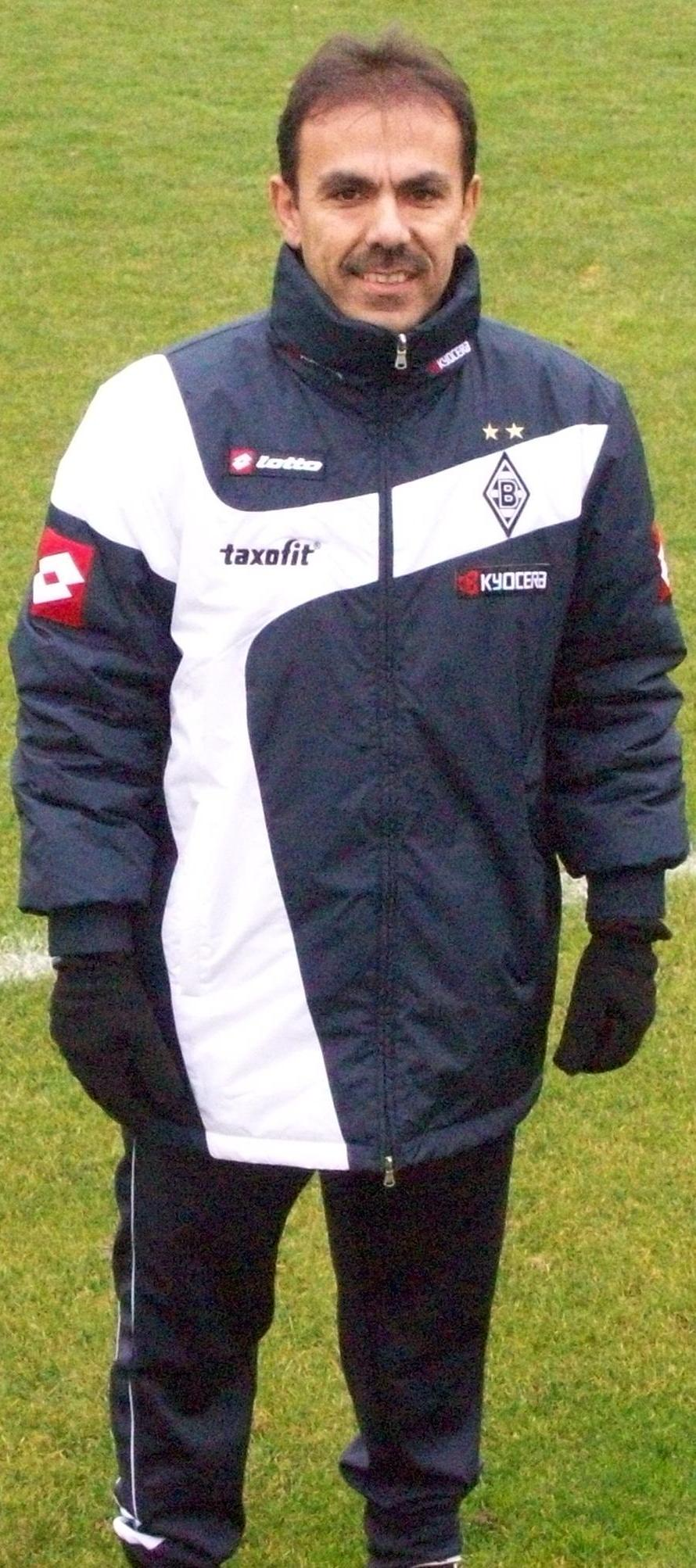
Йос Луукай на посаді головного тренера менхенгладбахської «Боруссії» в 2007 році.

Через місяць після завершення ігрової кар'єри Луукай став головним тренером «Штрелена». Через 2 роки він очолив «Юрдінген 05». З цим клубом Луукай в 2002 році посів п'яте місце у Регіональній лізі «Північ» і навів фурор в Кубку Німеччини, обігравши «Енергі» та «Вердер» і вилетівши від «Кельна» лише в серії пенальті.
Влітку 2002 року Луукай став асистентом головного тренера «Кельна». Йос обіймав цю посаду при Фрідгельмі Функелі, Марселі Коллері і Губі Стевенсі. 30 жовтня 2003 року Луукай став в.о. головного тренера після звільнення Функеля і провів на цій посаді один матч — проти «Ганновера» (1:2), після чого з приходом Коллера повернувся на свою звичну посаду. 
Влітку 2005 року він очолив «Падерборн 07», але в серпні 2006 року пішов у відставку.
У січні 2007 року Луукай став головним тренером менхенгладбахської «Боруссії», змінивши Юппа Гайнкеса. Контракт був підписаний на півроку, однак у березні 2007 року він був продовжений до літа 2009 року. За підсумками сезону 2006/07 «Боруссія» вилетіла з Бундесліги. Луукай продовжив роботу з «жеребцями» у другій Бундеслізі і, забезпечивши перше місце за кілька турів до кінця сезону, клуб повернув у вищий дивізіон за підсумками сезону 2007/08. 5 жовтня 2008 року він був звільнений з «Боруссії» після того, як команда програла шість з семи перших матчів у новому сезоні.
14 квітня 2009 року Луукай зайняв посаду головного тренера «Аугсбурга». У сезоні 2009/10 команда посіла третє місце у другій Бундеслізі, однак програла «Нюрнбергу» у стикових матчах. 8 травня 2011 року «Аугсбург» обіграв «Франкфурт» (2:1) і забезпечив вихід в Бундеслігу з другого місця. Перший сезон у Бундеслізі команда завершила на 14-му місці, забезпечивши збереження прописки в лізі після 33-го туру. 5 травня 2012 року, після заключного туру сезону, Луукай і клуб розірвали контракт, що діяв до літа 2013 року.
Влітку 2012 року Луукай очолив берлінську «Герту», підписавши контракт до 2014 року і змінивши Отто Рехагеля. У сезоні 2012/13 «Герта» вийшла в Бундеслігу, зайнявши перше місце у другій лізі. 5 лютого 2015 року Луукай покинув «Герту» після поразки від «Баєра 04» (0:1).
17 травня 2016 року очолив тренерський штаб «Штутгарта», що саме вилетів з Бундесліги, підписавши зі швабами дворічну угоду. Утім, провівши лише п'ять матчів на чолі «Штутгарта», залишив цю команду через конфлікт з президентом клубу.
Наступним клубом спеціаліста став англійський «Шеффілд Венсдей», головним тренером якого він був представлений 5 січня 2018 року, ставши першим нідерландцем на цій позиції.

## Досягнення
- Переможець другої Бундесліги (2): 2007/08, 2012/13